# Джон Вулфорд
Джон Томас Вулфорд (нар. 16 жовтня 1995) — професійний захисник американського футболу . Він грав у коледж-футбол у Wake Forest і підписав контракт з New York Jets як недрафтований вільний агент у 2018 році, а також грав за Los Angeles Rams з 2019 по 2022 рік. Він також дуж грав за команду Arizona Hotshots з Альянсу американського футболу .

## Раннє життя
Вулфорд народився в Далласі, штат Техас, і в юному віці переїхав до Джексонвіля, де навчався у середній школі Бішопа Кенні . Як професійний захисник, Rivals.com і ESPN оцінили його як тризіркового новобранця, і він зобов'язався грати в американський футбол у Wake Forest . Короткий час він був абсолютним лідером за всіма основними статистичними категоріями проходження у середній школі футболу у штаті Флорида. </link>

## Кар'єра в університеті
Вулфорд розпочав свою спортивну кар'єру в університеті Вейк-Форест, де з першого курсу став основним квотербеком. Він відзначився вражаючими результатами, встановивши кілька рекордів для першокурсників, зокрема, за кількістю спроб, ярдів, тачдаунів і відсотком завершених пасів. Однак, на початку сезону він допустив ряд помилок, які призвели до великої кількості перехоплень. Згодом Вулфорд зміг подолати ці труднощі і продемонстрував значний прогрес, завершивши сезон з одним перехопленням у фінальній частині змагань. За підсумками сезону він увійшов до числа найкращих квотербеків конференції ACC.
На другому курсі він провів ще один сильний рік. У першій грі сезону він кинув рекордні 323 ярди в перемозі над Ілоном з рахунком 41–3; наступного тижня він кинув 373 ярди під час поразки 30–17 проти Сіракуз . Його 696 ярдів передачі в перших двох іграх стали найкращим стартом захисника Вейк Форест. Будучи юніором, він стартував в 11 з 13 ігор, пропустивши одну гру через травму.
Будучи старшим, він провів найвражаючий сезон у своїй кар'єрі в коледжі, отримавши нагороди другої команди за всіма ACC і встановивши шкільні рекорди за рейтингом пасів за один сезон, ярдами передач, передачами тачдаунів, загальними ярдами нападу та тачдаунами, а також шкільний рекорд у кар'єрних приземленнях. У Belk Bowl він встановив рекорди гри в шкільну чашу за завершеннями (32), спробами (49), передачами (400) і тачдаунами (4), ставши першим гравцем FBS з 2000 року, який зробив пас на 400+ ярдів, кинувся за 65+ ярдів і не кидайте жодного перехоплення в грі в чашу.

### Статистика коледжу
| Season                    | Games                     | Games                     | Games                     | Passing                   | Passing                   | Passing                   | Passing                   | Passing                   | Passing                   | Passing                   | Passing                   | Rushing                   | Rushing                   | Rushing                   | Rushing                   | Rushing |
| Season                    | GP                        | GS                        | Record                    | Comp                      | Att                       | Pct                       | Yards                     | Avg                       | TD                        | Int                       | Rate                      | Att                       | Yards                     | Avg                       | TD                        |         |
| Wake Forest Demon Deacons | Wake Forest Demon Deacons | Wake Forest Demon Deacons | Wake Forest Demon Deacons | Wake Forest Demon Deacons | Wake Forest Demon Deacons | Wake Forest Demon Deacons | Wake Forest Demon Deacons | Wake Forest Demon Deacons | Wake Forest Demon Deacons | Wake Forest Demon Deacons | Wake Forest Demon Deacons | Wake Forest Demon Deacons | Wake Forest Demon Deacons | Wake Forest Demon Deacons | Wake Forest Demon Deacons |         |
| ------------------------- | ------------------------- | ------------------------- | ------------------------- | ------------------------- | ------------------------- | ------------------------- | ------------------------- | ------------------------- | ------------------------- | ------------------------- | ------------------------- | ------------------------- | ------------------------- | ------------------------- | ------------------------- | ------- |
| 2014                      | 12                        | 12                        | 3–9                       | 214                       | 367                       | 58.3                      | 2,037                     | 5.6                       | 12                        | 14                        | 108.1                     | 104                       | -151                      | -1.5                      | 0                         |         |
| 2015                      | 11                        | 10                        | 3–7                       | 142                       | 235                       | 60.4                      | 1,791                     | 7.6                       | 9                         | 11                        | 127.7                     | 73                        | 67                        | 0.9                       | 3                         |         |
| 2016                      | 12                        | 11                        | 6–5                       | 166                       | 299                       | 55.5                      | 1,774                     | 5.9                       | 9                         | 10                        | 108.6                     | 130                       | 521                       | 4.0                       | 6                         |         |
| 2017                      | 12                        | 12                        | 8–4                       | 239                       | 374                       | 63.9                      | 3,192                     | 8.5                       | 29                        | 9                         | 158.0                     | 140                       | 683                       | 4.9                       | 10                        |         |
| Career                    | 47                        | 45                        | 20−25                     | 761                       | 1,275                     | 59.7                      | 8,794                     | 6.9                       | 59                        | 41                        | 126.5                     | 447                       | 1,120                     | 2.5                       | 19                        |         |

Після того, як не був обраний на драфті НФЛ 2018 року, Вулфорд підписав контракт із « Нью-Йорк Джетс» як недрафтований вільний агент . Він грав у більшій частині передсезонного фіналу проти « Філадельфії Іглз», зробивши 8 передач із 20 спроб на 89 ярдів і перехоплення. Його звільнили 2 вересня, а наступного дня він підписав контракт із тренувальною командою . Його звільнили з тренувального загону через день, щоб звільнити місце для колишнього захисника Нью-Йорк Джайентс Девіса Вебба .

### Аризона Хотшотс
Аризона Хотшотс задрафтувала Вулфорда у другому раунді драфту AAF QB 2019 . Він увійшов до передсезону, змагаючись із Тревором Найтом у першому раунді за стартову роботу; в єдиній передсезонній грі Hotshots проти Birmingham Iron Вулфорд виконав 9 з 14 передач на 116 ярдів, тачдаун і двоочковий перехід . Він був призначений стартером перед регулярним сезоном.
У першій грі регулярного сезону, перемога над Salt Lake Stallions з рахунком 38–22, Вулфорд виконав 18 із 29 передач на 275 ярдів, чотири тачдауни та дві двоочкові конверсії; за свою гру він був названий найкращим нападаючим тижня за версією AAF. Він отримав другу нагороду «Гравець тижня» на 7-му тижні, коли виконав 15 із 19 передач на 212 ярдів, два тачдауни, одне перехоплення та рейтинг пасів 126,3, а також здобув тачдаун на 35 ярдів у переможному матчі з рахунком 32–15. флот Сан-Дієго .

### Лос-Анджелес Ремс
10 квітня 2019 року Вулфорд підписав контракт з « Лос-Анджелес Ремс» з НФЛ після того, як AAF призупинила діяльність. Під час остаточного скорочення складу 31 серпня 2019 року його було звільнено, але наступного дня він підписав контракт із тренувальною командою «Ремс». 31 грудня 2019 року він підписав резервний/майбутній контракт із «Ремс».
Після травми стартера Джареда Гоффа під час гри 16-го тижня проти " Сіетл Сігокс " тренер Рамс Шон Маквей підтвердив 28 грудня 2020 року, що Вулфорд розпочне останню гру сезону проти « Арізона Кардіналс» . Вулфорд став першим захисником, який вперше стартував за команду під час 17-го тижня, вийшовши за місце в плей-офф після Кайла Ортона з «Даллас Ковбойз» у 2013 році. Перехопивши полузахисника «Кардиналів» Джордана Хікса під час його першої спроби пасу в грі, Вулфорд швидко змінив ситуацію, виконавши 22 з 38 передач на 231 ярд, а також кинувшись шість разів на 56 ярдів, коли «Ремс» перемогли «Кардиналс» на 18. –7, щоб завоювати місце в плей-офф. Він став першим захисником, який віддав пас на 200+ ярдів і прорвався на 50+ ярдів у дебюті НФЛ. Вулфорд стартував за «Рамс» у грі плей-оф «Уайлд-кард» проти «Сіетл Сігокс», але залишив у першій чверті через травму шиї після удару плечем шоломом від безпеки Сігокс Джамала Адамса . Його доставили в лікарню і того ж дня виписали з лікарні. Вулфорд виконав три з шести передач на 29 ярдів до того, як вийшов з гри, і «Ремс» виграли з рахунком 30–20.
У 2021 році Вулфорд виступав резервним для нещодавно придбаного захисника Метью Стаффорда . Вулфорд також залишався резервним гравцем під час плей-офф Рамс, вигравши Суперкубок LVI, коли вони перемогли Цинциннаті Бенгалс .
13 листопада 2022 року Вулфорд був призначений основним захисником 10-го тижня проти «Кардиналс» після того, як Стаффорд був включений до протоколу про струс мозку . За збігом обставин, Кайлер Мюррей також пропустив гру через травму, а Кольт Маккой вийшов у стартовому складі в матчі дублюючих проти дублюючих.

### Тампа Бей Баканірс
9 травня 2023 року Вулфорд підписав контракт з Tampa Bay Buccaneers . Він був звільнений 29 серпня 2023 року та повторно підписав контракт із тренувальною командою. Вулфорд був підвищений до активного складу 31 жовтня 2023 року.
15 березня 2024 року Вулфорд знову підписав контракт з «Баканірз» Він був звільнений під час остаточного скорочення списку 27 серпня.

## Професійна статистика
| Легенда | Легенда           |
| ------- | ----------------- |
|         | Виграв Суперкубок |
| жирний  | Висока кар'єра    |

### Статистика AAF
| рік      | Команда | Ігри | Ігри | Ігри   | Проходження | Проходження | Проходження | Проходження | Проходження | Проходження | Проходження | Проходження | Проходження | Поспіх | Поспіх | Поспіх | Поспіх | Поспіх | Мішки | Мішки | Fum |
| рік      | Команда | GP   | GS   | Record | Cmp         | Att         | Pct         | Yds         | Y/A         | Lng         | TD          | Int         | Rtg         | Att    | Yds    | Y/A    | Lng    | TD     | Sck   | Yds   | Fum |
| -------- | ------- | ---- | ---- | ------ | ----------- | ----------- | ----------- | ----------- | ----------- | ----------- | ----------- | ----------- | ----------- | ------ | ------ | ------ | ------ | ------ | ----- | ----- | --- |
| 2019 рік | ГРЗ     | 8    | 7    | 5–2    | 130         | 205         | 63.4        | 1616        | 7.9         | 64          | 14          | 7           | 96.3        | 36     | 160    | 4.4    | 35     | 1      | 14    | 88    | 1   |
| Кар'єра  | Кар'єра | 8    | 7    | 5–2    | 130         | 205         | 63.4        | 1616        | 7.9         | 64          | 14          | 7           | 96.3        | 36     | 160    | 4.4    | 35     | 1      | 14    | 88    | 1   |

### Статистика НФЛ

#### Регулярний сезон
| Year   | Team   | Games | Games | Games  | Passing | Passing | Passing | Passing | Passing | Passing | Passing | Passing | Passing | Rushing | Rushing | Rushing | Rushing | Rushing | Sacks | Sacks | Fumbles | Fumbles |
| Year   | Team   | GP    | GS    | Record | Cmp     | Att     | Pct     | Yds     | Y/A     | Lng     | TD      | Int     | Rtg     | Att     | Yds     | Y/A     | Lng     | TD      | Sck   | Yds   | Fum     | Lost    |
| ------ | ------ | ----- | ----- | ------ | ------- | ------- | ------- | ------- | ------- | ------- | ------- | ------- | ------- | ------- | ------- | ------- | ------- | ------- | ----- | ----- | ------- | ------- |
| 2020   | LAR    | 1     | 1     | 1–0    | 22      | 38      | 57.9    | 231     | 6.1     | 38      | 0       | 1       | 64.7    | 6       | 56      | 9.3     | 14      | 0       | 2     | 8     | 0       | 0       |
| 2021   | LAR    | 3     | 0     | —      | 1       | 4       | 25.0    | 5       | 1.3     | 5       | 0       | 1       | 0.0     | 2       | -1      | -0.5    | 0       | 0       | 1     | 8     | 0       | 0       |
| 2022   | LAR    | 3     | 3     | 1–2    | 38      | 62      | 61.3    | 390     | 6.3     | 30      | 1       | 3       | 64.6    | 8       | 32      | 4.0     | 14      | 0       | 7     | 49    | 3       | 1       |
| 2023   | TB     | 0     | 0     | —      | DNP     | DNP     | DNP     | DNP     | DNP     | DNP     | DNP     | DNP     | DNP     | DNP     | DNP     | DNP     | DNP     | DNP     | DNP   | DNP   | DNP     | DNP     |
| Career | Career | 7     | 4     | 2–2    | 61      | 104     | 58.7    | 626     | 6.0     | 38      | 1       | 5       | 59.2    | 16      | 87      | 5.4     | 14      | 0       | 10    | 65    | 3       | 1       |

| Year   | Team   | Games | Games | Games  | Passing | Passing | Passing | Passing | Passing | Passing | Passing | Passing | Passing | Rushing | Rushing | Rushing | Rushing | Rushing | Sacks | Sacks | Fumbles | Fumbles |
| Year   | Team   | GP    | GS    | Record | Cmp     | Att     | Pct     | Yds     | Y/A     | Lng     | TD      | Int     | Rtg     | Att     | Yds     | Y/A     | Lng     | TD      | Sck   | Yds   | Fum     | Lost    |
| ------ | ------ | ----- | ----- | ------ | ------- | ------- | ------- | ------- | ------- | ------- | ------- | ------- | ------- | ------- | ------- | ------- | ------- | ------- | ----- | ----- | ------- | ------- |
| 2020   | LAR    | 1     | 1     | 1–0    | 3       | 6       | 50.0    | 29      | 4.8     | 15      | 0       | 0       | 63.9    | 1       | 2       | 2.0     | 2       | 0       | 1     | 0     | 0       | 0       |
| 2021   | LAR    | 0     | 0     | —      | DNP     | DNP     | DNP     | DNP     | DNP     | DNP     | DNP     | DNP     | DNP     | DNP     | DNP     | DNP     | DNP     | DNP     | DNP   | DNP   | DNP     | DNP     |
| 2023   | TB     | 0     | 0     | —      | DNP     | DNP     | DNP     | DNP     | DNP     | DNP     | DNP     | DNP     | DNP     | DNP     | DNP     | DNP     | DNP     | DNP     | DNP   | DNP   | DNP     | DNP     |
| Career | Career | 1     | 1     | 1–0    | 3       | 6       | 50.0    | 29      | 4.8     | 15      | 0       | 0       | 63.9    | 1       | 2       | 2.0     | 2       | 0       | 1     | 0     | 0       | 0       |

### Кар'єрні нагороди та рекорди
- Перший захисник в історії НФЛ, який віддав пас на 200+ ярдів і прорвався на 50+ ярдів у дебюті НФЛ.[20]

## Особисте життя
Дядько Вулфорда, Вілл Вулфорд, тричі грав у нападі на Pro Bowl і грав 13 сезонів у НФЛ.